# 미얀마의 정치
미얀마는 2008년 헌법에 입각하여 정부 활동이 이뤄지고 있는 공화국으로 대통령제를 채택하고 있다.

## 정치적 상황
역사적으로 미얀마는 19세기 이전에 여러 왕조가 지배했다. 이를 영국군이 들어와 19세기 후반기에 장악하면서 1937년까지 대영제국 하에 있었다. 1885년에서 1937년까지 영국의 지배를 받았다. 미얀마의 다수 인구를 차지하는 버마족 중심지는 처음에는 인도의 한 주로 여겨지다가 나중에는 직접 통치를 받았고 다른 소수 민족의 경우에는 어느 정도 자치권을 허용했다. 2차 대전 동안 버마족 다수는 대영제국을 축출하겠다는 희망을 갖고 일본군과 함께 했다. 반면에 다른 여러 소수 종족의 경우 연합국 편에 서서 일본군-버마족과 대항하여 싸웠다. 이 분란은 1948년 미얀마가 독립하면서 핵심적인 대처 안건으로 떠올랐다. 영국정부는 통치권을 이양하면서 아웅산에게 통치권을 넘겼고 모든 지역이 전통적으로 버마족이 통치하는 것은 아니었다. 때문에 20여 개 종족이 넘는 다문화 사회가 나타나게 됐다.
1948년 미얀마 헌법이 조인될 즈음에 소수 종족들은 헌법 참여와 전통적으로 이어져온 경작권, 정부 참여가 거부됐다. 여러 소수 종족은 대다수인 버마족의 탄압에 직면했지만 지방에 따라서 결탁 세력이 달랐으므로 이들의 압제도 피할 수 없었다. 더군다나 이슬람, 힌두교, 개신교, 불교 등 여러 교도가 모여 있어 종교적 분쟁 또한 끊이지 않았다.
국가평화개발위원회가 미얀마 내부 난민 이주 문제를 책임지고 있다. 카렌, 카레니, 몬족 등 소수 종족 출신 사람들은 이웃국가인 태국으로 망명하거나 난민 신세로 살고 있어 안전하지 않다. 태국 정부가 이들에 대해 처우 개선 노력을 하고 있지 않기 때문에 이들의 안전은 심각한 문제이다. 2000년 군부에 의해 쫓겨난 와족과 샨 족의 경우에는 미얀마 내부에서 전전하는 국내 난민인 경우가 많다. 미얀마 내부에만 60만 명 정도의 국내난민이 있는 것으로 파악되고 있다.

## 역사

### 독립
1948년 1월 4일, 영국으로부터 독립을 승인받은 미얀마는 양당제 민주주의를 채택했다. 1947년 1월 19일 아웅산이 미얀마 최고위원회 의장으로 선출됐지만 7월 정적이 그와 여러 내각 위원을 암살했다. 1948년 1월 4일 미얀마 연방이라는 독립공화정이 되고 초대 대통령은 사오 쉐 타익, 총리는 우 누가 됐다. 대영 제국 식민지들 대다수가 영연방에 속하지만 미얀마는 그렇지 않았다. 양원이 설립됐다. 현재 미얀마의 영토는 팡롱조약에 따른 것으로 미얀마 상부 및 하부 지역 그리고 대영제국이 분리 통치하던 지역을 포함한다.

### 반파시스트 인민자유연맹 정부
1961년 우 딴이 유엔 사무총장으로 선출됐다. 그는 미얀마 대표로 유엔 대표부에서 활동하고 있었으며 이전에는 총리 비서이기도 했다. 우 딴은 비서구권 국제기구 수장이 된 최초의 인물이었으며 사무총장으로서 10년간 활동했다. 그가 사무총장이던 당시에 아웅산 수 치 여사도 유엔에서 활동했다.

### 사회주의 군부
1962년 네 윈 장군이 쿠데타를 일으켜 군부 주도로 사회주의 정부가 들어서 “미얀마식 사회주의”를 지향하게 됐다. 이에 사기업 재산을 몰수하고 쇄국정책을 고수하여 고립을 자초하게 된다.
네 윈 장군이 통치하던 시기에도 산발적인 항의가 있었지만 폭력적으로 진압당했다. 1962년 7월 7일 정부는 양곤 대학교 시위를 진압하여 15명의 학생을 사살했으며 1974년 우 딴 장례 기간 동안 시위기간이 벌어지자 이 때도 탄압했다. 이후 3년간에도 군부 투입을 통해 시위 활동은 억압당했다.

### 국가평화발전위원회
탄 슈웨는 미얀마 연방의 수장이자 국가평화발전위원회 의장의 직함을 달고 활동했고 킨 늉 총리가 2004년 10월 19일까지 탄 슈웨를 보좌했다. 부정부패가 총리 축출의 명분이었지만 군 출신을 보직에 앉히려는 움직임이었고 육군 항공방위사령관이던 소윈(Soe Win)이 채워져 거의 모든 내각 주요직이 군부 인사였다.
군부에 대한 미국, 유럽 등 서방 세력의 제재는 소비자 보이콧과 주주 등 투자세력에 대한 압력으로 이어져 자유 미얀마 활동가들과 함께 추진됐고 이 시기에 서방 회사들이 미얀마에서 대거 철수한다. 대표적으로는 프랑스 석유 회사인 토탈 사, 미국의 정유회사인 쉐브론이 야다나 프로젝트(Yadana Project) 추진을 계속하기 위해 태국으로 거처를 옮겼다. 대우 그룹은 지속해서 천연자원개발을 위해 미얀마 시장 투자를 이어갔다.
이어 미국 및 유럽계 의류/제화 업체가 자유 미얀마 운동가들의 활동 목표로 떠올라 전적으로 혹은 부분적으로 군부가 소유하고 있는 공장에서 만든 제품을 거부하는 운동으로 이어졌다. 이에 다수의 업체가 미얀마에서 철수하였고 1992년 리바이스를 시작으로 움직임이 일어났다. 이때 유수의 업체들이 미얀마에서 제품 생산을 그만두게 됐다. 미국 정부는 2003년 대미얀마 경제제재 법안("Burmese Freedom and Democracy Act")을 통해 강력한 제재를 시작했다. 실상 해당 경제 제재는 민간 경제를 더욱 가혹하게 옥죄었기 때문에 비판의 대상이 되기도 했다. 하지만 아웅산 수 치 여사는 군부 정권에 대한 제재에 대해 신임을 표현한 바 있다.
휴먼라이트워치와 국제사면위원회는 군부 정권의 인권 탄압을 전면 고발한 바 있다. 시민 자유가 철저하게 억압됐다.
사법부는 여전히 독립되어 있지 못한 상태이며 군부 주도로 정치 활동이 억압된다. 인터넷 사용도 어려워 구글, 야후 등도 접속 차단된다. 2013년 기준으로 모든 온라인 활동이 억압되고 있지는 않지만 2005년까지만 해도 웹 호스팅, 온라인 이용 및 메일 사용 등이 불가능했다.
2001년 정부가 야당인 민주주의민족동맹(NLD)사무소 활동재개를 승인했지만 2004년부터 다시 탄압에 시작하여 정치활동을 금지시켰다. 2006년 이들 중 다수가 압력 및 폭력 때문에 사임하였다고 폭로했다.
군부는 2003년 5월 31일부터 다시 아웅산 수 치 여사를 가택연금상태로 가두었고 2005년 11월 말 그 기한을 연장했다. 전 유엔 사무총장이던 코피 아난이 직접 탄 수웨 의장에게 압력을 가했고 아세안 국가들도 동참했으나 군부의 가택연금은 2006년 5월 다시 연장된다. 2010년에야 아웅산 여사가 석방된다.
유엔은 국가 대통합을 미얀마 정부에 공식 촉구하면서 민주주의 복구와 인권 존중에 노력할 것을 요구했다.
 2008년 12월 유엔 안전보장이사회가 미얀마 인권 사태 규탄안을 처리하고 아웅산 수 치 여사 석방 투표(찬성:80, 반대:25, 기권:45)를 가결했다. 이는 중국과 러시아 등 일부 국가가 미얀마 정부 비판에 미온적이고 대신 경제 활동에 주력했기 때문이다.
국제사회의 제재와 고립이 더욱 가속화되자 군부는 미얀마 개혁안 착수에 동의하게 됐고 2010년과 2012년 선거를 치르고 정치범을 석방하기로 약속했다. 하지만 여전히 인권 단체들은 탄압 홛동이 국경 지대 특별히 카친 주에서 나타나고 있다고 고발한다.

### 개헌
군부가 마련한 새 헌법은 2,200만 유권자에 의해 92.4%라는 압도적인 지지로 가결됐다. 2008년 5월 10일로 이때는 태풍 나르기스 피해가 전국을 강타했을 때였다. 1990년 미얀마 총선 이후 처음 있던 선거로 2010년에는 복수 양당제 의원 선거가 시행되면서 50년의 군부 독재가 막을 내렸고 대신 25% 의석이 자동으로 군부에 할당되는 헌법 조치가 시행됐다. 아웅산 여사가 이끄는 민주주의민족동맹 대변인은 “이번 개헌은 사기와 같은 날조이며 지방 선거소에서는 투표소에서 주민들이 아무 것도 하지 못했다”고 비난했다.

### 2010년 선거
2010년 선거에는 40개의 정당이 선거위원회의 승인을 받았다. 정당이 많은 것은 소수종족과 연계된 경우도 더러 있었기 때문이다. NLD 정당은 참여를 거부함에 따라 총선에서 어떠한 기대도 얻을 수 없었다.
군부가 지지하는 연방단결발전당(USDP, Union Solidarity and Development Party)이 330석 중 259석을 차지하며 압승을 발표했다. 유엔과 서방 국가들은 일제히 선거 결과에 대해 비난하고 나섰지만, 중국과 러시아는 선거 시행 자체에 대해 지지를 표명했다.

### 2012년 선거
2012년 선거에서는 NLD가 12월 13일 치러진 선거에서 유일하게 추가 등록했고 전체 46석 중 선거로 채워지는 44석에서 1석을 제외하고 석권했다. 해당 선거는 여러 해외 단체가 옵저버로 참가했지만 그 제한이 지나치게 많았고, 관련 활동가들의 비자 발급이 거부되기도 했다.
USDP는 선거위원회에 NLD 당원 및 지지자를 유권자 참여 방해와 투표 부정확성, 선거유세 조작 등을 빌미로 고발했고 NLD 대표부 또한 선거 과정 자체에 대한 의문점을 들어 항의했다. 그러나 테인 세인 대통령은 2012 선거가 매우 성공적으로 치러졌다고 발표했으며 여러 국가들이 앞다퉈 대미얀마 경제재재 완화에 나서기 시작했다.

## 입법부

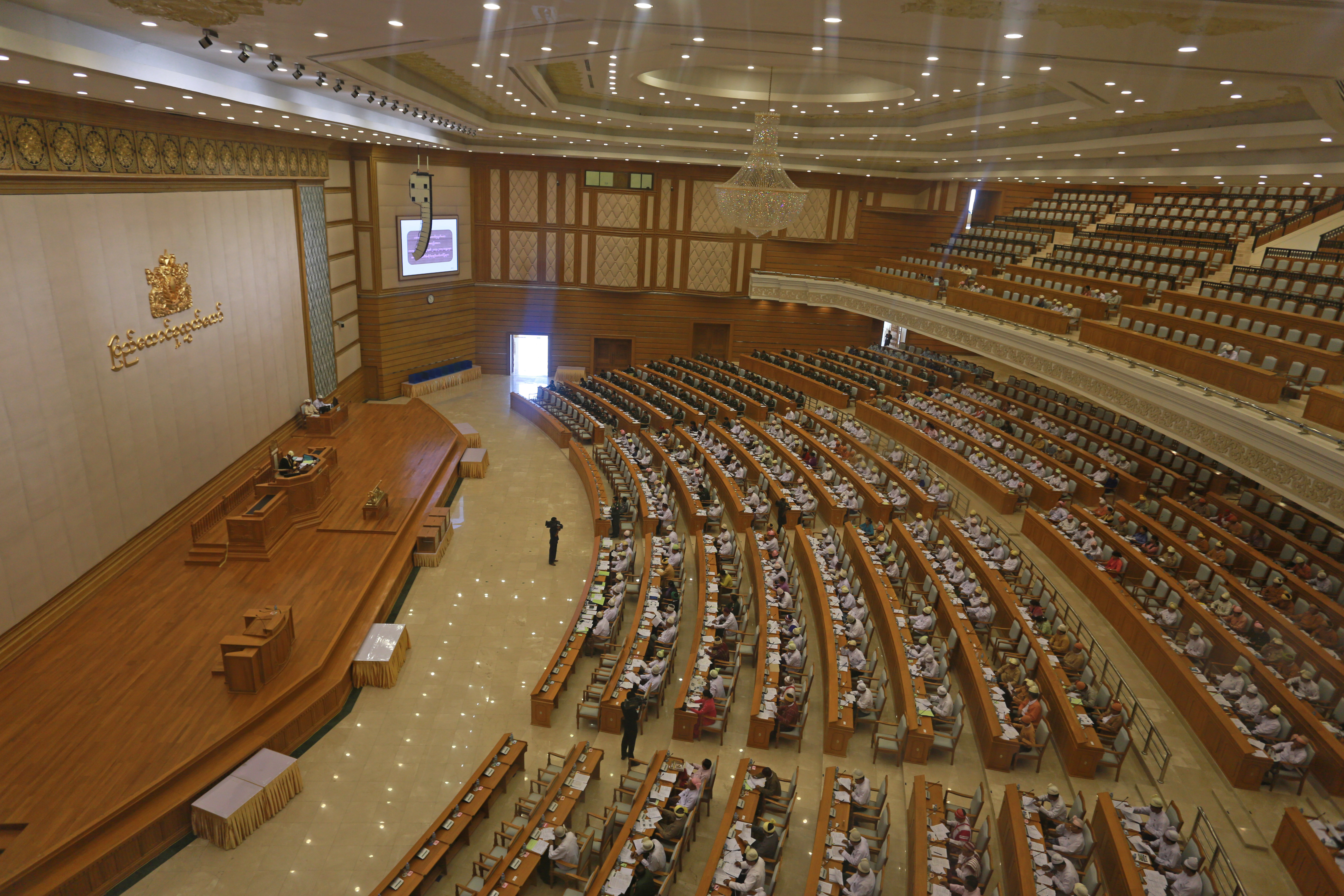
미얀마 연방의회 내부 모습

2008년 헌법에 따라 입법기구의 활동은 연방의회(Pyidaungsu Hluttaw)에서 공유되며 상 하원으로 나뉜다. 미얀마 헌법 1장 12조 a항과 b항에 명시되어 있으며 연방의회는 하원인 인민원(Pyithu Hluttaw)과 상원인 민족원(Amyotha Hluttaw)으로 나뉜다. 하원은 인구수와 각 지자체의 성격에 따라 330명이 뽑히고 110명은 군부에서 지명한다. 상원인 민족의회는 14개 주에서 똑같이 12명씩 뽑으며 자치구에는 별도의 인원을 배정한다. 군부는 각 주마다 4명씩 총 56명을 배정하게 되어있다.

## 사법부
현재 미얀마의 사법기능은 미약하다. 영국 통치 시절의 법제화 시스템이 견고히 살아남아있기는 하지만 공정하고 투명한 재판을 기대하기는 어렵다. 행정부에서 독립되어 있다. 현재까지 미얀마 정부는 국제사법재판소 판결을 받아들이지 않고 있으며 미얀마 대법원이 최상위 사법기관이다.